# L'escultor
L'Escultor és una pintura a l'oli sobre tela de l'artista gracienc Antoni Fabrés, feta al voltant de 1910 durant la seva estada a Roma entre 1907 i 1938. L'obra es conserva al Museu Nacional d'Art de Catalunya (MNAC), exposada a la sala 43.

## Descripció formal
L'obra plasma un retrat de mig cos sobre un fons negre. El personatge, representat vestit totalment de blanc i amb eines a les mans, mira l'espectador com si aquest l'hagués interromput de la seva feina. A la seva mà esquerra subjecta un cisell, que recolza sobre una petita escultura de la qual es pot distingir un cos nu, i a la mà dreta té un martell de fusta preparat per colpir la cabota del cisell i donar forma a l'obra que està treballant. Al marge inferior dret del quadre es veuen altres cisells i estris, amb els quals es va ajudant a treballar. El protagonista del retrat és un home d'avançada edat; ho indiquen les arrugues del front i els cabells grisencs que cobreixen el bigoti, la frondosa barba, i la part del cap que no queda coberta pel barret.
Des del punt de vista plàstic, destaca la reduïda gamma cromàtica usada per a aquesta pintura. Especialment destaquen el blanc del personatge representat i de la peça que està tallant, que es troba concentrat sobretot a la meitat inferior del quadre, i el negre del fons. El fort contrast entre figura i fons, contribueix a ressaltar els trets de la persona representada i, especialment, les seves mans.

### Significació
En quant a la identitat de la persona retratada no hi ha referències concretes sobre qui podria ser. Des dels seus inicis, com es pot apreciar al catàleg d'art contemporani del Museu de Belles Arts de Barcelona de l'any 1926, l'obra ja es presentada sota el títol de L'Escultor. No obstant, el model coincideix amb el d'una altra obra d'Antoni Fabrés de la mateixa època i que també es troba en el MNAC: el retrat titulat Don Felipe (c.1911). No obstant, els retrats que pintava Fabrés sempre representaven persones reals. La comparació amb fotografies de l'època i altres obres que especifiquen que són autoretrats fa pensar que el model podria ser el mateix Antoni Fabrés. El que principalment fa sospitar que es tracti d'un autoretrat son les ulleres, que son idèntiques a les que feia servir el propi artista, i la barba i el bigoti que també coincideixen amb el de Fabrés.
Si es tractés d'un autoretrat és un exercici molt interessant de l'autor, ja que es presenta esculpint remarcant la seva formació com a escultor, però l'obra s'emmarca en una època on principalment es dedicava a les arts gràfiques. És a dir, que no només està exhalant les seves dots per a l'escultura, sinó que amb aquest retrat de factura molt realista i amb gran interès i cura pels detalls, voldria demostrar al mateix temps que és un gran pintor.

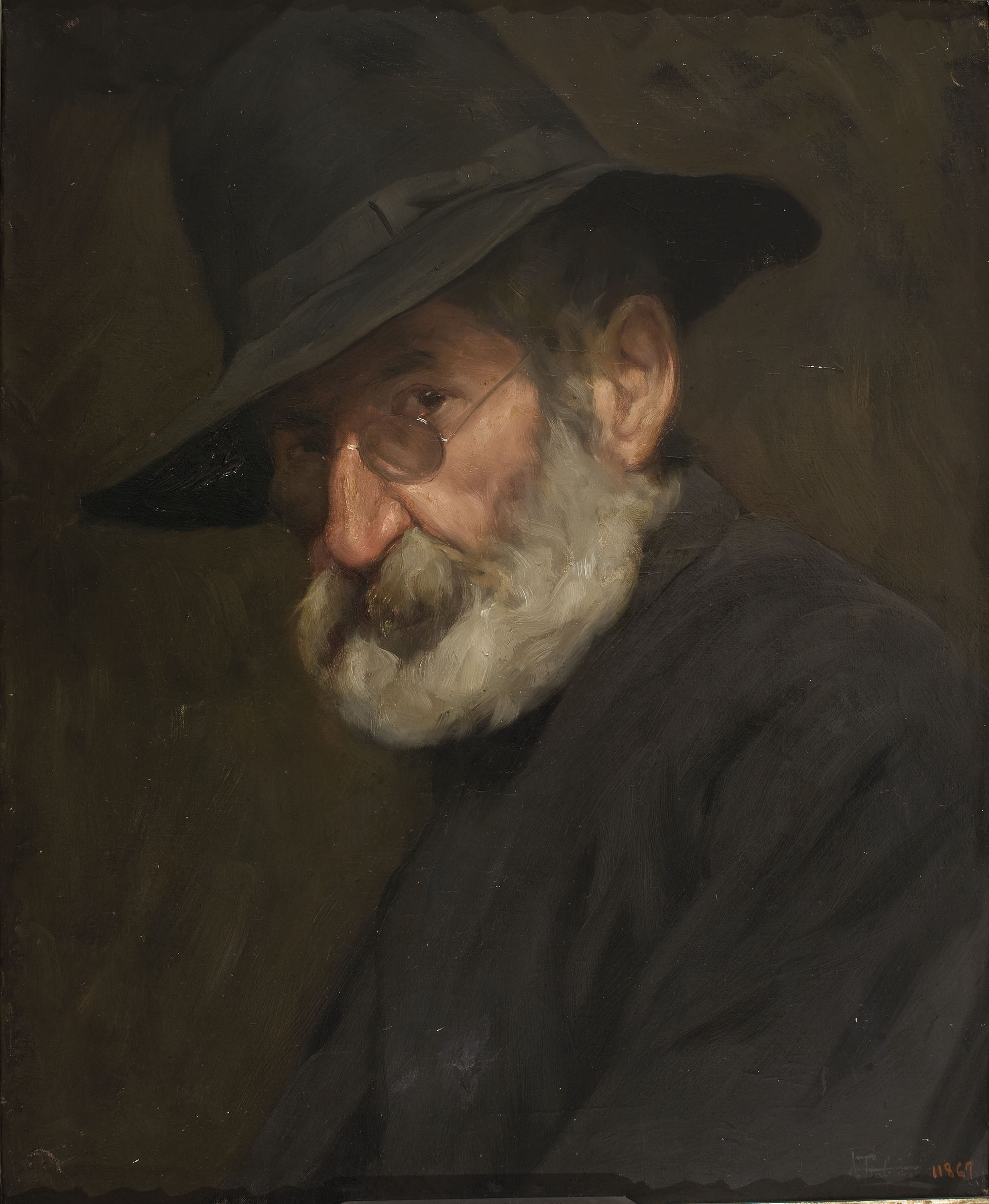
Antoni Fabrés i Costa, Don Felipe, c.1911, MNAC
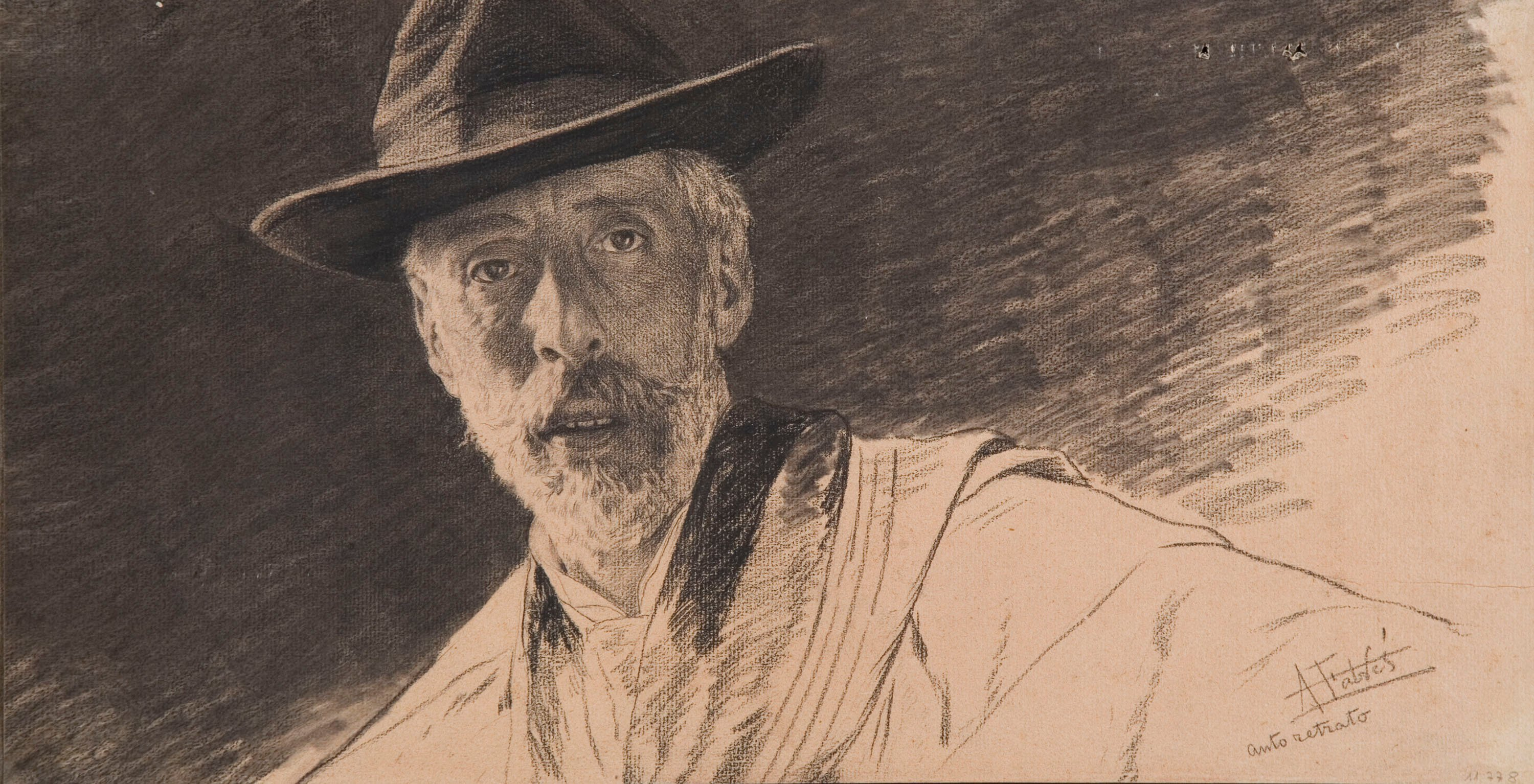
Antoni Fabrés i Costa, Autoretrat , 1914, MNAC
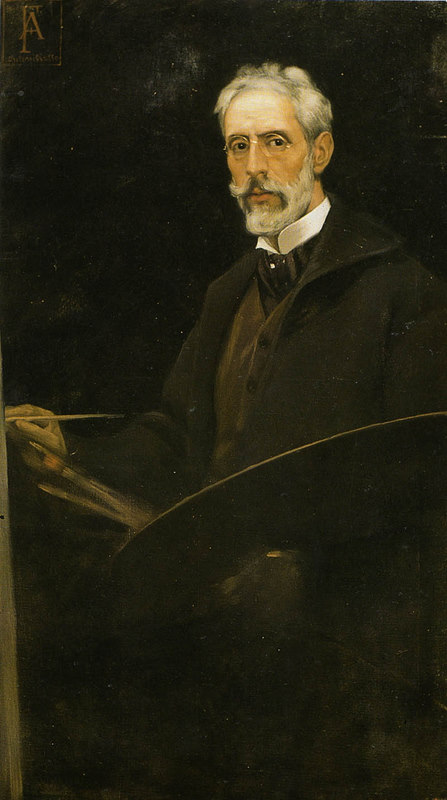
Antoni Fabrés i Costa, Autoretrat (com a pintor), c. 1911, MNAC

## Història de l'obra
Per la datació de l'obra s'emmarca en l'etapa romana de Fabrés que va des de 1907 fins a 1938, any en el qual mor l'artista. Tanmateix, aquesta no era la seva primera estada a Roma; de fet, mentre era estudiant d'escultura havia guanyat una beca com a pensionat per anar-hi l'any 1875. En aquest viatge d'estudis va marxar en qualitat d'escultor, que era en el camp en el qual havia destacat a la Llotja, però acabarà decantant-se pel dibuix i la pintura (especialment en els inicis per la pintura a aquarel·la), en gran part a influència de Marià Fortuny —que era recordat com l'exemple d'artista català que havia triomfat a Roma i inspirava a tots els joves aprenents d'artistes.
Els anys previs a la seva anada de Roma de 1907 van tenir un gran impacte en la vida de l'artista. L'any 1902 arriba a Mèxic per ser professor de l'Acadèmia de Belles Arts de San Carlos de Ciutat de Mèxic. Durant la seva estada al continent americà també va produir obres, però, majoritàriament es dedica a la docència. Entre els seus alumnes destaquen grans figures com les de Diego de Rivera o José Clemente Orozco. Fabrés com a acadèmic era molt celebrat per les seves qualitats en el dibuix, malgrat que va rebre també algunes critiques dels alumnes per tenir unes maneres massa estrictes i rigoroses, malgrat que a la llarga per a molts d'aquests joves aprenents d'artista aquesta manera d'ensenyar els va atorgar beneficis pel que fa al domini ferm del traç i la línia. Després de pràcticament cinc anys a Mèxic, decideix tornar a Europa mogut per una gran enyorança dels circuits artístics del vell continent i per la falta de comprensió en la seva metodologia d'ensenyança i manera d'entendre la pintura, que li havien generat malentesos i problemes. És així que el mes de maig de 1907 s'embarca junt a la seva dona i la seva filla gran cap a Roma partint des de Nova York.
Quan torna a Roma ja havien passat vint-i-tres anys des que n'havia marxat l'any 1884. Durant tot aquest temps la ciutat, l'art i el gust artístic havia canviat. Tot i que Fabrés havia mantingut el contacte amb mecenes, marxants i persones al voltant de l'Acadèmia Espanyola de Belles Art de Roma, molta de la gent que havia conegut en la seva joventut ja no hi era i havia de buscar nous contactes. En el context de l'aflorament dels nous moviments avantguardistes, la pintura acadèmica com la que feia Fabrés tenia encara cert mercat, especialment entre els cercles burgesos. Afortunadament, la seva figura tenia un renom internacional i li van anar sorgint encàrrecs.
Els seus inicis com a escultor el porten a treballar després de manera pictòrica amb gran minuciositat per als detalls i clar domini de la forma, amb  interès per capturar el volum de les coses, que atorguen de gran realisme les seves pintures. Aquestes habilitats les acaba d'explotar a Roma quan comença vers al 1909 la seva nova etapa com a retratista. En la seva obra es poden apreciar les influencies d'artistes de renom autòctons com Camillo Innocenti o Cesare Tallone, però sobretot, Giovanni Boldini, els quals destacaven pels retrats de mig cos i de cos sencer. A tot això, s'hi afegeix la recerca de realisme i gran interès en la mirada que tan caracteritza l'estil de Fabrés.

### La donació: Antoni Fabrés i la ciutat de Barcelona
La pintura de L'Escultor arriba a les col·leccions del MNAC a través d'una gran donació que va fer el propi artista en vida. L'any 1925, a l'edat de setanta-un anys, Fabrés va efectuar la donació de 224 obres, entre les quals hi havia olis, aquarel·les, dibuixos, escultures, etc., a més de fotografies, cartes, medalles i altra documentació. Aquesta donació anava amb condicions. Per una banda la Junta de Museus s'havia de comprometre que la seva obra estaria exposada de manera permanent i conjunta, en un única sala i/o dividida en sales annexes al Palau de Belles Arts. Quant a la conservació de les obres, Fabrés va estipular que s'haurien de fer les mínimes intervencions possibles i que ell mateix podia restaurar les obres si es donés el cas. En últim lloc, la seva col·lecció havia d'estar sempre vinculada a institucions publiques i artístiques, però sense separar-les i trencar la unitat de la col·lecció.
El Museu de Belles Arts i la Junta de Museus, en una sessió extraordinària del 7 de maig de 1926, accepten de manera oficial la donació, i s'escull la Sala de Reina Regent per exhibir la col·lecció. Per a oficialitzar la donació, Antoni Fabrès i la seva dona van viatjar a Barcelona, però va ser l'inici dels seus problemes. Per una banda, cap autoritat els va anar a rebre; en compensació li van oferir pintar quatre obres de gran format per a decorar la sala de la Diputació, però finalment Joaquim Folch i Torres li va comunicar que les obres per aquella sala ja s'estaven fent. Per altra banda, la sala destinada a acollir les obres s'havia de restaurar i se'n va fer càrrec el propi Fabrés. Aquesta situació va allargar la seva estada a Barcelona més del previst, i va haver d'invertir part dels seus estalvis —els quals degut a la revolució de Mèxic s'havien devaluat— i ajornar encàrrecs que tenia amb col·leccionistes.
El 14 de juny de 1930 es va celebrar una exposició en homenatge a Ramon Casas des del Reial Cercle Artístic. L'espai escollit va ser, precisament, la Sala de Reina Regent del Palau de Belles Arts, fet que va suposar l'incompliment de l'acord i la indignació de Fabrés. Per acabar de tensar les relacions, les obres van ser portades a reserves, on van romandre moltes d'elles durant anys.
El que havia de semblar un bon gest amb la seva ciutat natal i assegurar-se per a preservar la seva obra i fama, li va acabar suposant un gran mal de cap i problemes econòmics en els seus anys de vellesa.